# Colestilan
Colestilan ist ein Arzneistoff aus der Gruppe der Phosphatbinder, der bei Dialysepatienten zur Senkung zu hoher Phosphatspiegel im Blut (Hyperphosphatämie) eingesetzt wird, dem größten Risikofaktor für Sterblichkeit bei chronischer Nierenerkrankung.
Colestilan ist ein nicht-resorbierbares Polymer, das Phosphat- und andere Anionen aus der Nahrung im Magen-Darm-Trakt bindet. Im Gegensatz zu den meisten anderen Phosphatbindern enthält es weder Aluminium noch Calcium, deren langfristige Gabe mit erheblichen Gesundheitsrisiken wie Enzephalopathie oder Atherosklerose verbunden sein kann.

## Pharmakologie
Colestilan ist ein polymerbasiertes Anionen-Austauscherharz, das vom Körper nicht resorbiert werden kann. Aufgrund seiner positiven Ladung bindet es im Magen-Darm-Trakt die aus Nahrung freigesetzten Phosphat-Anionen und wird dann ausgeschieden. Colestilan ist dabei in der Lage, Phosphat in einem weiten pH-Bereich zwischen 3 und 11 zu binden. Darüber hinaus werden auch andere Anionen wie z. B. Gallensäuren an Colestilan gebunden.

## Darreichungsform
Colestilan ist in einer Dosierung von einem Gramm als Filmtablette sowie als Granulat in Sachets mit 2 bzw. 3 Gramm Inhalt erhältlich.

## Anwendungsgebiete
Colestilan ist in der EU seit April 2013 zur Behandlung von Hyperphosphatämie bei erwachsenen Patienten mit chronischer Nierenerkrankung (CKD Stadium 5D) zugelassen, die eine Hämo- oder Peritonealdialyse erhalten.
In Japan ist Colestilan seit 1999 zur Behandlung der Hypercholesterolämie zugelassen.

## Wirksamkeit
Die phosphatbindende Wirksamkeit und Sicherheit von Colestilan wurde in 21 klinischen Studien der Phase I-III getestet, darunter Studien mit über 1400 Patienten mit fortgeschrittener Niereninsuffizienz und Hyperphosphatämie. Dabei zeigte sich, dass der Wirkstoff den Serum-Phosphatspiegel und das Calcium-Phosphat-Ionenprodukt signifikant reduzieren kann.
In den Studien zeigten sich darüber hinaus zusätzliche Effekte auf andere Stoffwechselparameter. So senkte Colestilan ab einer Dosierung von 6 g pro Tag den LDL-Cholesterin-Spiegel signifikant, ohne dabei das HDL-Cholesterin zu beeinflussen. Auch die Harnsäurewerte verringerten sich gegenüber einem Placebo. Colestilan hat zudem offenbar einen günstigen Einfluss auf zu hohe HbA1c-Werte: Während es bei Patienten mit einem HbA1c über 7,0 % zu einer Reduktion um bis 0,9 % führte, bewirkte es bei Nicht-Diabetikern mit einem normalen Wert unter 6,0 % keine Senkung.
Die Kassenärztlichen Bundesvereinigung sieht keinen belegten Zusatznutzen bei der Behandlung der Hyperphosphatämie bei Erwachsenen mit chronischer Nierenerkrankung gegenüber Sevelamer oder Lanthancarbonat. Der Gemeinsame Bundesausschuss hat in der gesetzlich vorgeschriebenen Nutzenbewertung nach Marktzutritt in Deutschland festgestellt, dass ein Zusatznutzen nicht belegt sei.

## Nebenwirkungen
Die Nebenwirkungen von Colestilan sind dosisabhängig und meist mild bis moderat ausgeprägt. Häufigste Nebenwirkungen, die bei bis zu 10 % aller Patienten auftreten sind Übelkeit, Erbrechen, Verstopfung, Durchfall, Bauchschmerzen und Verdauungsstörungen.

## Frühe Nutzenbewertung
In Deutschland müssen seit 2011 neu zugelassene Medikamente mit neuen Wirkstoffen gemäß § 35a SGB V einer „frühen Nutzenbewertung“ durch den Gemeinsamen Bundesausschuss (G-BA) unterzogen werden, wenn der pharmazeutische Hersteller einen höheren Verkaufspreis als nur den Festbetrag erzielen möchte. Nur wenn ein Zusatznutzen besteht, kann der Arzneimittelhersteller mit dem Spitzenverband der gesetzlichen Krankenkassen einen Preis aushandeln. Die Dossierbewertungen, auf deren Basis der G-BA seine Beschlüsse fasst, erstellt das Institut für Qualität und Wirtschaftlichkeit im Gesundheitswesen (IQWiG).
In der 2013 erfolgten frühen Nutzenbewertung wurde Colestilan zur Behandlung der Hyperphosphatämie bei Erwachsenen mit chronischer Nierenerkrankung im Stadium 5, die sich einer Hämodialyse oder Peritonealdialyse unterziehen, verglichen mit calciumhaltigen Phosphatbindern oder Sevelamer oder Lanthankarbonat. Gemäß G-BA-Beschluss ist ein Zusatznutzen gegenüber dieser zweckmäßigen Vergleichstherapie nicht belegt.

## Handelsnamen
Colestilan wird von Mitsubishi Tanabe Pharma hergestellt.
Monopräparate

BindRen (D, A, CH), Cholebine (JP)